# 德国鸢尾
德国鸢尾（学名：Iris germanica）是鸢尾科鸢尾属的植物。分布于欧洲以及中国大陆的青岛、江苏、湖北等地，目前已由人工引种栽培。

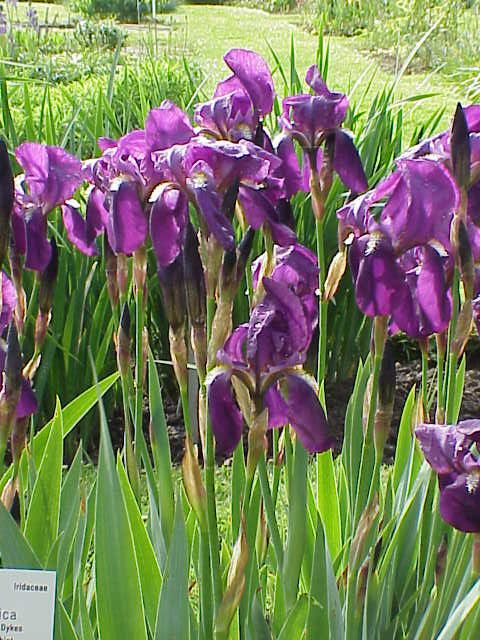
植株
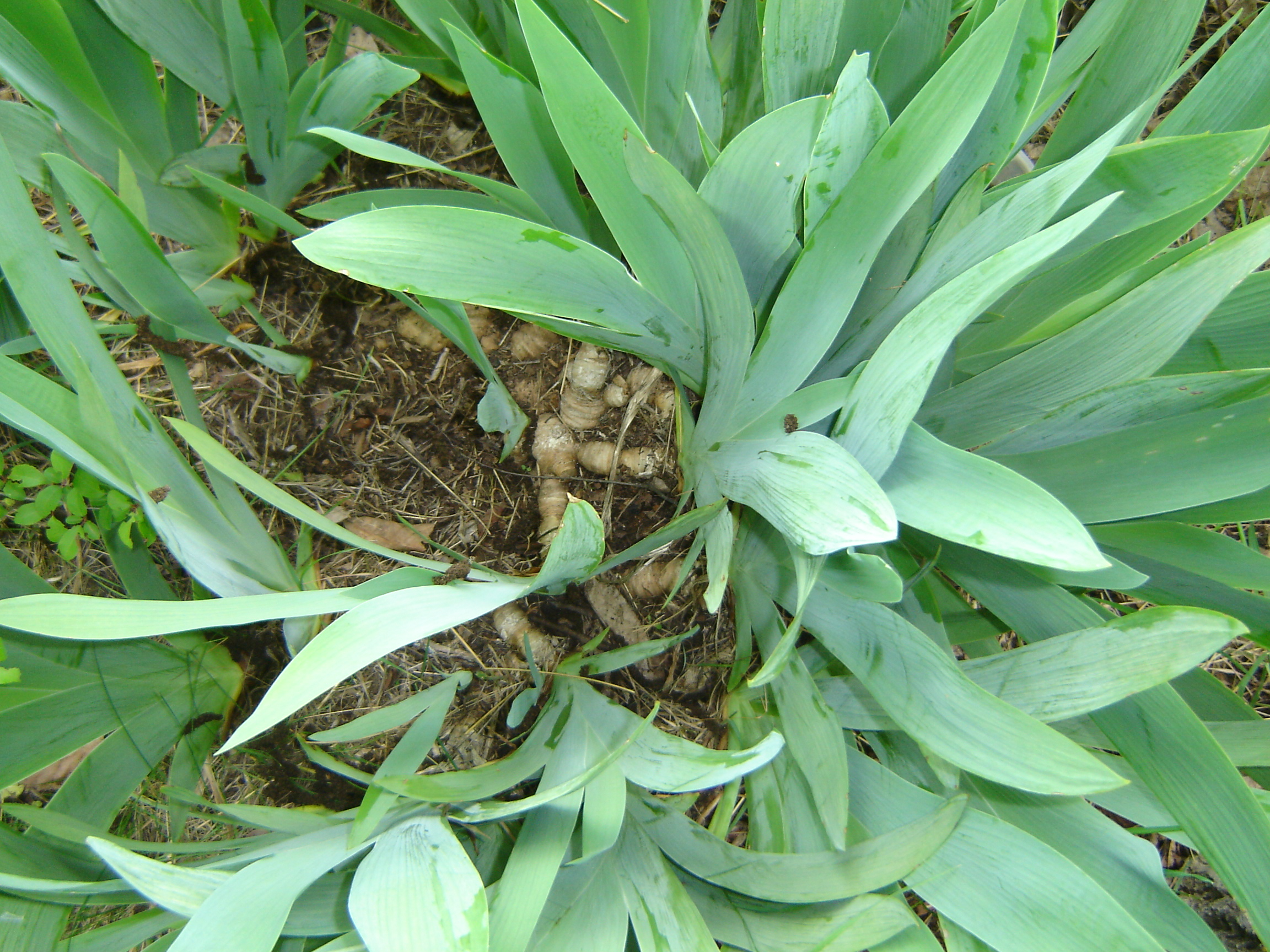
無性繁殖系群體
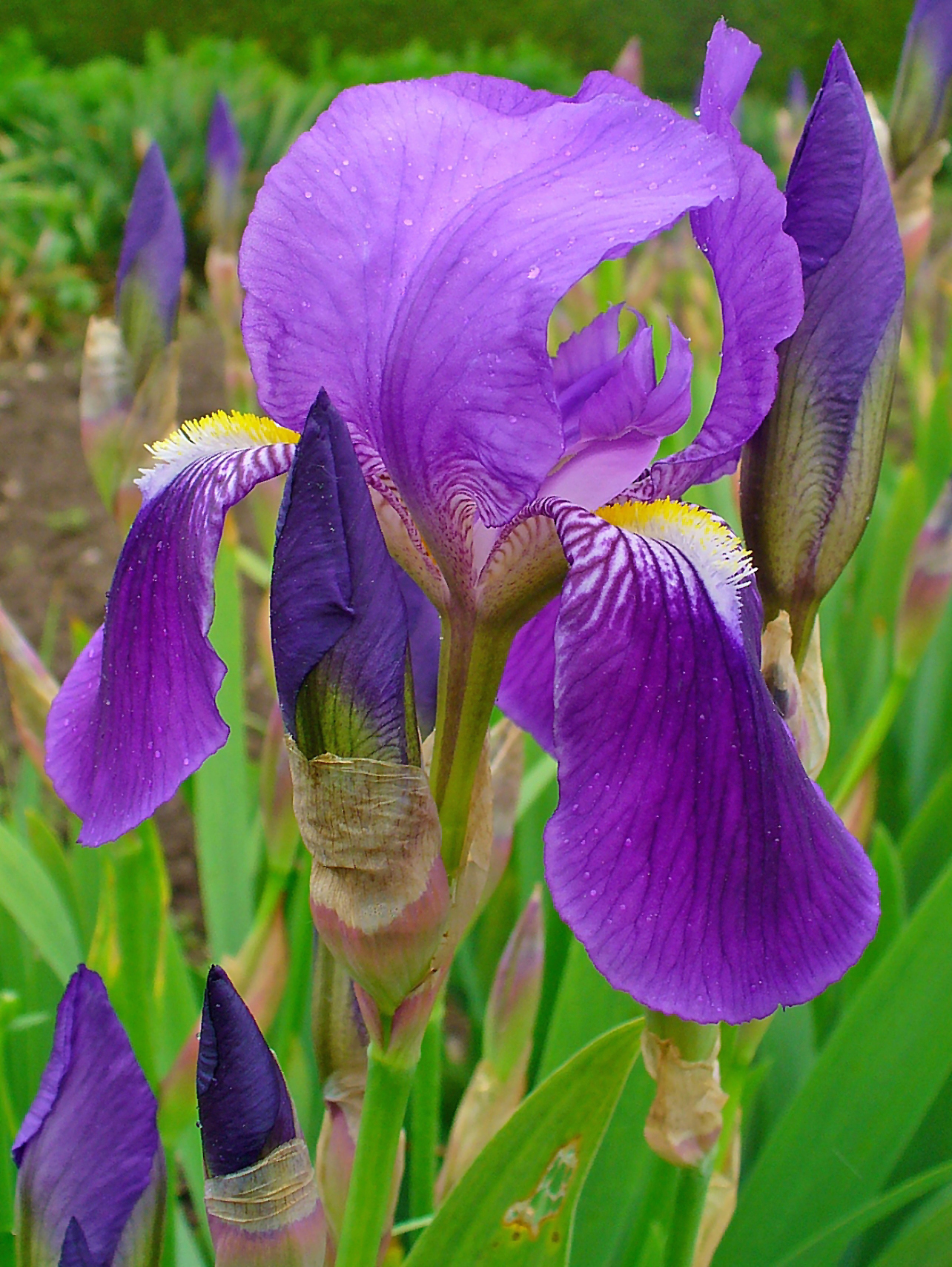
花
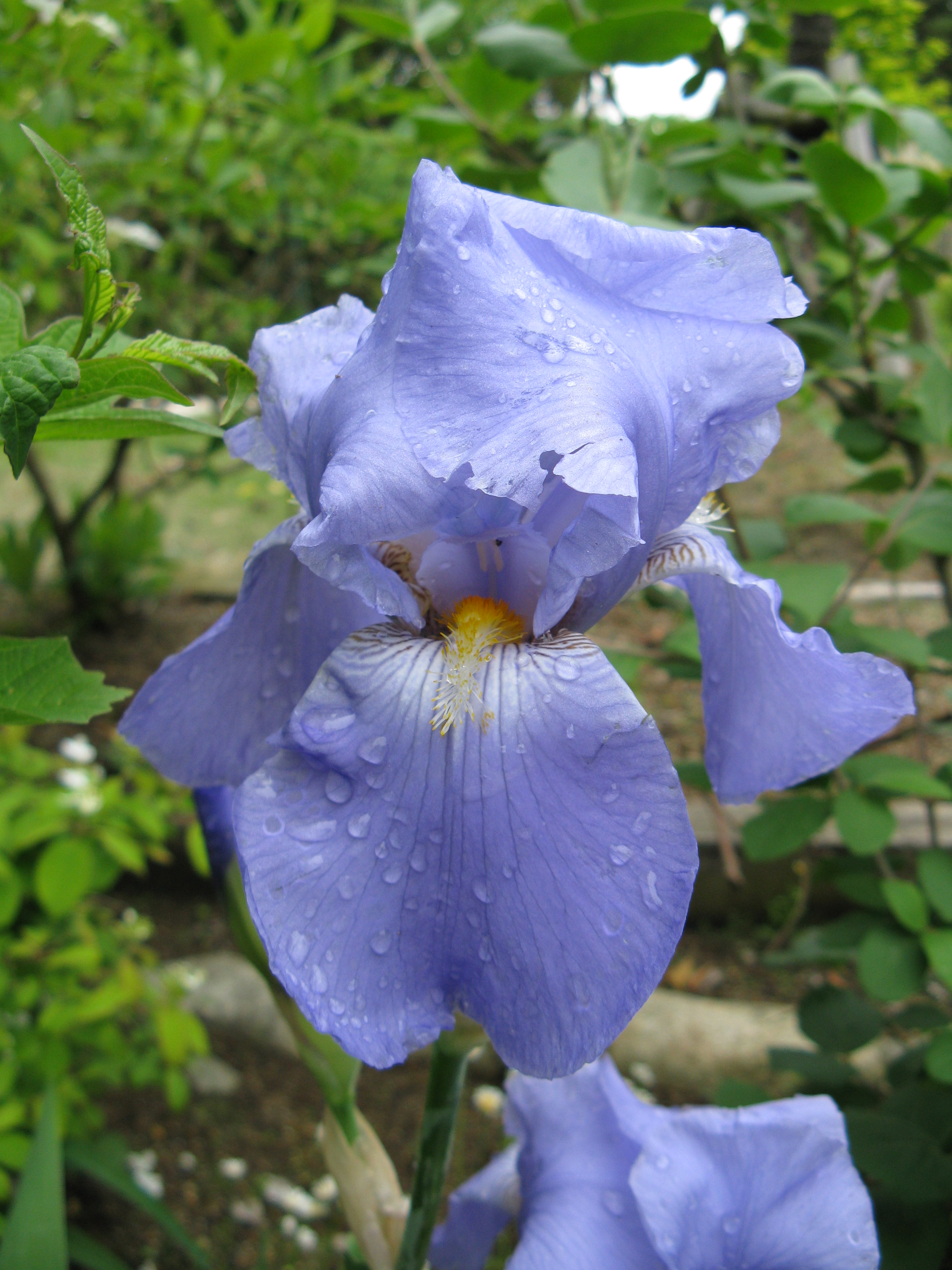
花
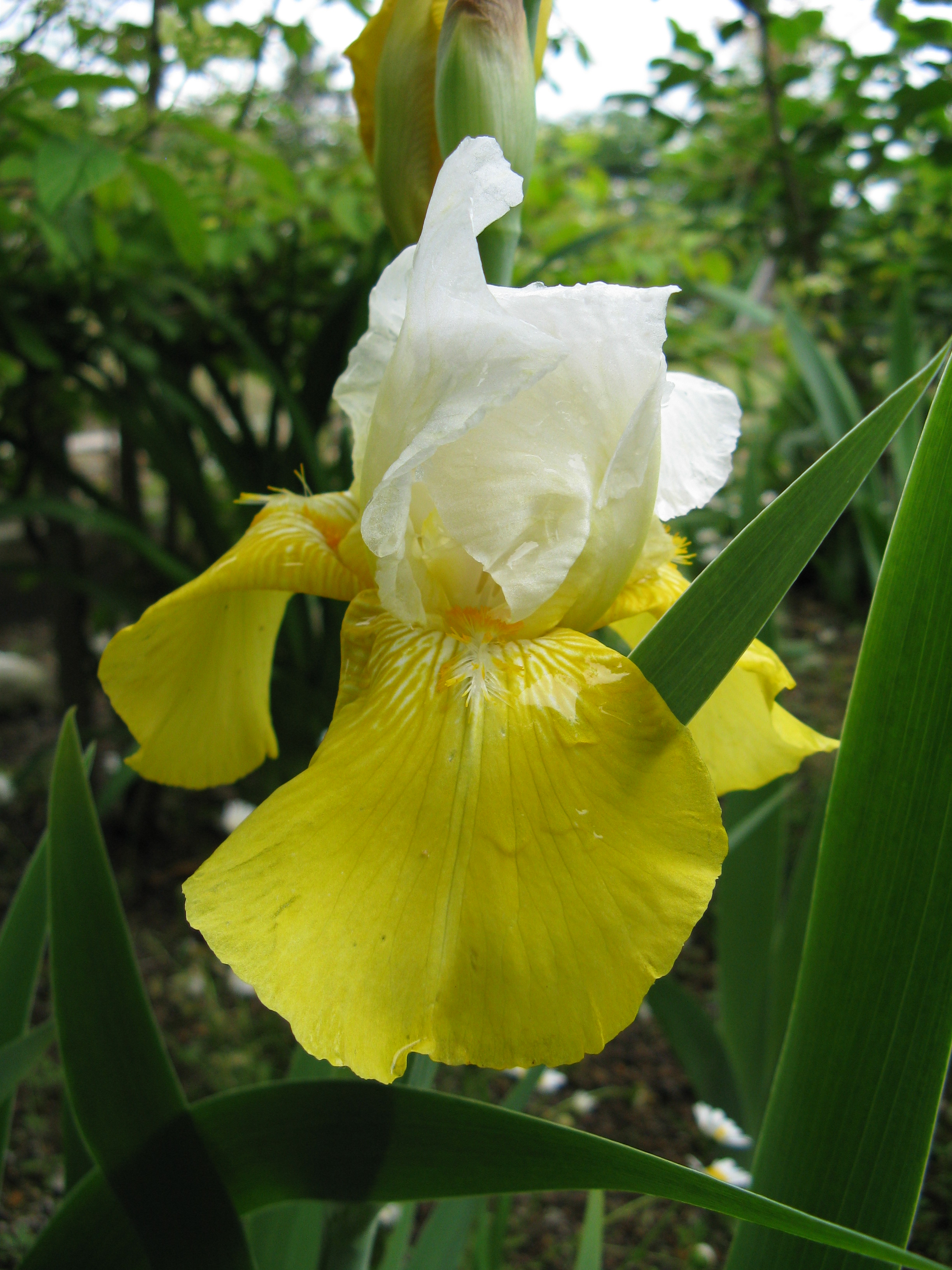
花
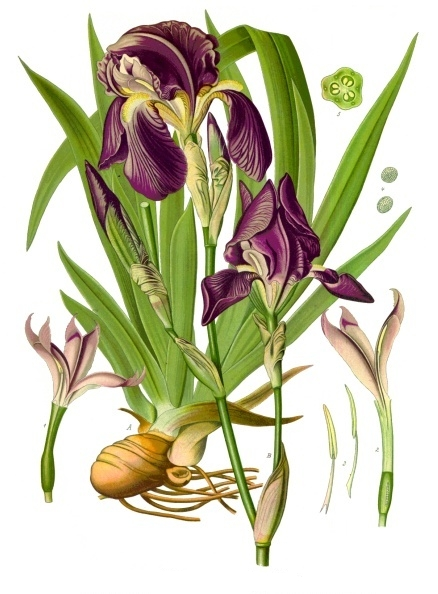
科勒藥用植物 (1897)